# Spaltevulkan
 Der er for få eller ingen kildehenvisninger i denne artikel, hvilket er et problem. Du kan hjælpe ved at angive troværdige kilder til de påstande, som fremføres i artiklen.

Spaltevulkaner er flade, og lavaen flyder ud igennem en længere spalte eller flere sprækker i jorden. Spaltevulkaner laver altså ikke én enkelt stor kanal ved et udbrud, men en lang spalte, hvor magmaen vil blive skudt ud af. 
Sådanne spalter kan være flere kilometer lange og kan tit findes ved konstruktive pladegrænser.
Spaltevulkaner dannes generelt der, hvor to kontinentalplader trækker sig fra hinanden. Dette kaldes en spredningszone. 
Spaltevulkaner laver ekstremt stærke udbrud med hundrede tusinde års mellemrum. Lava fra spaltevulkaner er tynd og flydende.
Islands vulkaner er ofte spaltevulkaner, og de kan være flere kilometer lange. I 1783 var en spaltevulkan ved Laki i Island i udbrud. Den var 25 kilometer lang. 